# Caught in the Act of Loving Him
Caught In The Act of Loving Him é o quarto álbum de estúdio da banda Servant, lançado em 1983.

## Músicas
1. Burning Bridges
2. Thank God
3. Fall Out
4. Now Is the Time
5. Holding On to You
6. Heart to Heart
7. Gauges
8. Something Right for You
9. Tied Down
10. Can't Go Back